# Enric IV de Castella
Enric IV de Castella, anomenat l'Impotent (Valladolid 1425 - Madrid 1474), fou príncep d'Astúries (1425 - 1454) i rei de Castella i Lleó (1454 - 1474).

## Orígens familiars
Va néixer a la cort de Valladolid el 25 de gener de 1425 fill del rei Joan II de Castella i la seva primera esposa, Maria d'Aragó, i fou nomenat príncep d'Astúries i, per tant, hereu del regne, al seu naixement.
Fou germanastre d'Isabel la Catòlica, nascuda del segon matrimoni del seu pare amb Isabel de Portugal.
El 16 d'octubre de 1440, a l'edat de 15 anys, es casà a la catedral de Valladolid amb Blanca II de Navarra, filla de Joan II d'Aragó i Blanca I de Navarra. D'aquest matrimoni no hi hagué descendents i el 27 de juliol de 1453 el Papa Nicolau V va anul·lar-lo després de comprovar que no s'havia consumat mai.
El 20 de maig de 1455 es casà amb Joana de Portugal, filla d'Eduard I de Portugal i Elionor d'Aragó. D'aquesta unió nasqué la infanta Joana la Beltraneja (1462-1530), princesa d'Astúries i hereva legítima del tron castellà, casada el 1475 amb el seu oncle Alfons V de Portugal.

## Ascens al tron
El 1454, després de la mort de son pare, Enric esdevé rei de Castella i Lleó. Durant el seu regnat va restablir la pau entre la monarquia i la noblesa, relació que el seu pare no va saber mantenir. Va perdonar els nobles i els va demanar el retorn a Castella i els lliurà les terres que els havien estat confiscades durant el regnat de Joan II. Però, lluny d'agrair-li el gest, els aixecaments dels nobles contra el nou rei van ser constants, segons ells, a causa del poder i el desastre econòmic al qual els estava duent el rei.
Assetjat per les revoltes i les exigències dels nobles, Enric IV va haver de firmar un tractat pel qual nomenava son germà Alfons de Castella, nascut del segon matrimoni de son pare, com a hereu legítim. Però Alfons morí en un accident el 1468 i Enric va haver de firmar el Tractat dels Toros de Guisando, pel qual sa germana Isabel de Castella fou designada princesa d'Astúries i la seva hereva legítima. Aquest fet suposà deixar fora de la successió la seva pròpia filla Joana, tot i que se li concedien algunes prerrogatives, com la potestat de vetar el casament d'Isabel de Castella si no tenia l'aprovació del rei.
El 1462, comença la guerra civil catalana entre la Diputació del General i Joan II. Les institucions catalanes, amb el deteriorament de la seva posició, cerquen un rei alternatiu i decideixen de fer-ho entre els descendents dels participants en el Compromís de Casp. El 12 d'agost, la Generalitat va proposar de nomenar comte de Barcelona Enric IV si respectava les constitucions catalanes i la capitulació de Vilafranca. A més a més el rei castellà, a part dels seus drets al tron, podia comptar amb l'ajuda dels beamontesos navarresos, enemics de Joan II i del comte de Foix, que feien costat a Blanca, germana de Carles de Viana i ex-dona d'Enric IV.
Enric IV accepta l'oferiment davant la divisió de la noblesa. Les tropes castellanes dirigides per Joan de Beaumont obliguen a aixecar el setge de Barcelona, però Joan II utilitza les divisions de la noblesa castellana per acabar forçant Enric, pel Tractat de Baiona, amb Lluís XI d'àrbitre, a renunciar al Principat i, en compensació, se li lliura la batllia d'Estella. La sobirania d'Enric havia estat exercida a distància, doncs en cap moment es desplaçà a Catalunya. Aleshores Joan II renuncia a les rendes que li corresponien a Castella i els catalans decideixen d'oferir la corona catalana a Pere de Portugal.
El 1469 amb el matrimoni secret entre sa germana Isabel i Ferran, fill del comte de Barcelona Joan II, va considerar violat el tracte anterior, i va proclamar sa filla Joana com a hereva del tron de Castella, tot jurant públicament que era filla seva. Cal esmentar que s'havia posat en dubte la paternitat de Joana: corria el rumor que el rei era impotent (d'aquí el seu renom) -de fet l'havia tractat el metge francès Villeneuve- i que Joana era fruit de les relacions extramatrimonials de la reina consort Joana de Portugal amb el noble Beltrán de la Cueva (d'on prové el renom de la Beltraneja, aplicat a Joana).
Arran de la mort del rei, esdevinguda l'11 de desembre de 1474 a Madrid, va esclatar la Segona Guerra de Successió castellana entre els partidaris d'Isabel i els de Joana la Beltraneja. Amb la batalla de Toro de l'1 de març de 1475 la balança s'inclinà en favor d'Isabel, que acabarà esdevenint Isabel I de Castella.